# Velika nagrada Monaka (Formula 3)
Velika nagrada Monaka je za dirkače Formule 3 potekala od leta 1964 na dirkališču Circuit de Monaco v Monaku kot spremljevalna dirka dirke Formule 1 za Veliko nagrado Monaka, pred tem pa je od leta 1959 potekala dirka pod pravili Formule Junior. Dirka je potekala vsako leto do leta 1997, nato pa zadnjič leta 2005. Najbolj znani zmagovalci dirke so Jackie Stewart, Peter Revson, Jean-Pierre Beltoise, Ronnie Peterson, Patrick Depailler, Jacques Laffite, Tom Pryce, Didier Pironi, Alain Prost, Ivan Capelli, Giancarlo Fisichella, Nick Heidfeld in Lewis Hamilton.

## Zmagovalci
Roza ozadje označuje dirko Formule Junior.
| Leto | Zmagovalec            | Moštvo                           | Dirkalnik     | Motor      |
| ---- | --------------------- | -------------------------------- | ------------- | ---------- |
| 1950 | Stirling Moss         | Stirling Moss                    | Cooper T11    | JAP        |
| 1959 | Michael May           | Michael May                      | Stanguellini  | Fiat       |
| 1960 | Henry Taylor          | Ken Tyrrell                      | Cooper T52    | BMC        |
| 1961 | Peter Arundell        | Team Lotus                       | Lotus 20      | Ford       |
| 1962 | Peter Arundell        | Team Lotus                       | Lotus 22      | Ford       |
| 1963 | Richard Attwood       | Midland Racing Partnership       | Lola Mk 5A    | Ford       |
| 1964 | Jackie Stewart        | Tyrrell                          | Cooper T72    | BMC        |
| 1965 | Peter Revson          | Ron Harris Racing Division       | Lotus 35      | Ford       |
| 1966 | Jean-Pierre Beltoise  | Matra Sports                     | Matra MS5     | Ford       |
| 1967 | Henri Pescarolo       | Matra Sports                     | Matra MS6     | Ford       |
| 1968 | Jean-Pierre Jaussaud  | Ecurie Arnold                    | Tecno 68      | Ford       |
| 1969 | Ronnie Peterson       | Squadra Robardie                 | Tecno 69      | Ford       |
| 1970 | Tony Trimmer          | Race Cars International          | Brabham BT28  | Ford       |
| 1971 | David Walker          | Gold Leaf Team Lotus             | Lotus 69      | Ford       |
| 1972 | Patrick Depailler     | Societé des Automobiles Alpine   | Alpine A364   | Renault    |
| 1973 | Jacques Laffite       | BP France (Automobiles Martini)  | Martini Mk 12 | Ford       |
| 1974 | Tom Pryce             | Ippokampos Racing                | March 743     | Ford       |
| 1975 | Renzo Zorzi           | Scuderia Mirabella Mille Miglia  | GRD 374       | Lancia     |
| 1976 | Bruno Giacomelli      | March Racing                     | March 763     | Toyota     |
| 1977 | Didier Pironi         | Ecurie Elf (Automobiles Martini) | Martini MK21  | Toyota     |
| 1978 | Elio de Angelis       | Racing Team Everest              | Chevron B38   | Toyota     |
| 1979 | Alain Prost           | Ecurie Elf (Automobiles Martini) | Martini Mk 27 | Renault    |
| 1980 | Mauro Baldi           | Automobiles Martini              | Martini MK31  | Toyota     |
| 1981 | Alain Ferté           | BP Racing (Oreca)                | Martini MK34  | Alfa Romeo |
| 1982 | Alain Ferté           | Total (Oreca)                    | Martini MK37  | Alfa Romeo |
| 1983 | Michel Ferté          | Oreca                            | Martini MK39  | Alfa Romeo |
| 1984 | Ivan Capelli          | Enzo Coloni Racing               | Martini MK42  | Alfa Romeo |
| 1985 | Pierre-Henri Raphanel | Oreca                            | Martini MK45  | Alfa Romeo |
| 1986 | Yannick Dalmas        | Oreca                            | Martini MK49  | Volkswagen |
| 1987 | Didier Artzet         | Monaco Sponsoring                | Ralt RT31     | Volkswagen |
| 1988 | Enrico Bertaggia      | Forti Corse                      | Dallara F388  | Alfa Romeo |
| 1989 | Antonio Tamburini     | Prema Racing                     | Reynard 893   | Alfa Romeo |
| 1990 | Laurent Aïello        | Oreca                            | Dallara F390  | Volkswagen |
| 1991 | Jörg Müller           | Bongers Motorsport               | Reynard 913   | Volkswagen |
| 1992 | Marco Werner          | G+M Escom Motorsport             | Ralt RT36     | Opel       |
| 1993 | Gianantonio Pacchioni | Tatuus                           | Dallara F393  | Fiat       |
| 1994 | Giancarlo Fisichella  | RC Motorsport                    | Dallara F394  | Opel       |
| 1995 | Gianantonio Pacchioni | Prema Powerteam                  | Dallara F395  | Fiat       |
| 1996 | Marcel Tiemann        | Opel Team BSR                    | Dallara F396  | Opel       |
| 1997 | Nick Heidfeld         | Opel Team BSR                    | Dallara F397  | Opel       |
| 2005 | Lewis Hamilton        | ASM Formule 3                    | Dallara F305  | Mercedes   |